# جورج سميث (مدرب رياضي)
جورج سميث (بالإنجليزية: George Smith)‏ هو مدرب رياضي أمريكي، ولد في 1948 في لافاييت في الولايات المتحدة.